# Zamek w Gien
Zamek w Gien – zamek w miejscowości Gien we Francji, w regionie Centre, w departamencie Loiret. Zaliczany do zamków nad Loarą.
Został wzniesiony w 1484 roku przez Annę de Beaujeu, na miejscu dawnego królewskiego pawilonu myśliwskiego. Anna była najstarszą córką Ludwika XI, regenta Francji, który otrzymał te tereny od króla.
Po śmierci Anny de Beaujeu zamek powrócił do korony. Na zamku w Gien w 1523 roku Franciszek I podpisał dokument nadający uprawnienia regencyjne Luizie Sabaudzkiej.
W zamku zamieszkiwali m.in. Henryk III i Anna Austriaczka. W wieku 13 lat szukał tutaj schronienia Ludwik XIV po przegranej bitwie pod Bléneau (zwycięzcą był wicehrabia de Turenne).
Zamek należał do różnych znaczących rodów, aż do upadku hrabstwa Gien w okresie rewolucji. Ostatecznie w roku 1823 został wykupiony przez departament Loary.
Od 1952 w Zamku Gien ma swoją siedzibę Międzynarodowe Muzeum Łowiectwa.
Jedną z sal zajmuje w całości wystawa około 5000 guzików. Guziki te były przyszywane w dawnych czasach do ubiorów nadzorców królewskich polowań.